# Chitonella chesapeakensis
Chitonella chesapeakensis ist ein Wimpertierchen und die einzige Art der Gattung Chitonella und der Familie Chitonellidae. Sie lebt aquatisch in kalten Salzmarschen.

## Beschreibung
Chitonella chesapeakensis ist für ein Wimpertierchen klein und von eiförmiger bis rundlicher Gestalt. Sie leben bewegungsarm, verankert auf dem Untergrund in einer ungestielten Lorica. Somatische Kineten finden sich zwei rechts und vier links der Längsachse. Oral gibt es nur eine Kinete, die kreisförmig um den Mundraum liegt.
Der Makronukleus ist zentrisch heteromer, ein Mikronukleus ist vorhanden, ebenso eine kontraktile Vakuole.

## Lebensweise
Chitonella chesapeakensis lebt aquatisch in kalten Salzmarschen. Über ihre Ernährung ist nichts bekannt.

## Systematik
Art, Gattung und Familie wurden 1985 von Eugene B. Small & Denis Lynn anhand eines einzelnen Exemplars erstbeschrieben. Seither ist diese nicht wiedergefunden worden. Die Familie gehört zur Unterklasse Cyrtophoria.

## Nachweise
Fußnoten direkt hinter einer Aussage belegen diese einzelne Aussage, Fußnoten direkt hinter einem Satzzeichen den gesamten vorangehenden Satz. Fußnoten hinter einer Leerstelle beziehen sich auf den kompletten vorangegangenen Text.
1. 1 2 3 4  Denis H. Lynn: The Ciliated Protozoa, S. 381, ISBN 978-1-4020-8238-2, 2010